# Cenira
Cenira Sampaio Pereira do Prado (nascida em 12 de fevereiro de 1965), mais conhecida como Cenira, é uma ex-futebolista brasileira que atuava como meia-atacante ou craque da Seleção Brasileira de Futebol Feminino.

## Carreira de jogadora
Cenira foi uma das principais jogadoras do EC Radar quando era adolescente. Depois de iniciar a carreira no Madureira e fazer uma breve passagem pelo Flamengo, mudou-se para o Radar e marcou 34 gols em 1984. Após afastar-se pelo nascimento do primeiro filho, Guilherme, em 1987, Cenira regressou para assinar contrato profissional com a nova equipa feminina do Vasco da Gama.
Na Copa do Mundo Feminina da FIFA de 1991, Cenira participou dos três jogos da fase de grupos; como substituta na vitória por 1-0 sobre o Japão e jogando os 80 minutos completos em derrotas para os Estados Unidos (0-5) e Suécia (0-2).
A Seleção Brasileira Feminina não jogou mais uma partida por mais de três anos, até que um patrocínio da Maizena amido de milho permitiu que eles jogassem no Campeonato Sul-Americano de Futebol Feminino de 1995. Cenira era capitã do time e, como única jogadora casada, era vista como a figura materna do time. Ela manteve a capitania na Copa do Mundo Feminina da FIFA de 1995 na Suécia.
Depois que Cenira foi deixada de fora da seleção brasileira para os Jogos Olímpicos de Atlanta, em 1996, ela deu uma entrevista explosiva à revista Placar que levantou a tampa da política interna da equipe. Ela alegou, de várias formas, que jogadoras ainda próximas ao chefe do Radar, Eurico Lira, foram congeladas, jogadoras estavam sendo intimidadas a se mudar para certos clubes e que algumas jogadoras foram apenas escolhidas para manter as outras jogadoras felizes.

## Vida pessoal
Cenira casou-se com Sérgio Luís, massoterapeuta da seleção brasileira feminina. Ela teve dois filhos durante sua carreira de jogadora e era proprietária de um trailer de sanduíche no Rio.